# 蔣凱文謀殺案
蔣凱文謀殺案是耶魯大學華裔研究生蔣凱文於2021年2月6日在康乃狄克州紐黑文市被麻省理工學院中国移民博士生潘勤軒槍殺的謀殺案。

## 背景
蔣凱文於1994年2月14日出生於華盛頓州西雅圖。他就讀於北西雅圖學院和華盛頓大學，並以優異成績畢業，之後進入耶魯大學攻讀環境科學碩士學位。他曾在美國陸軍國民警衛隊擔任環境科學家和工程官。在耶魯大學時，他在遊民收容所和三一浸信會教會擔任志工。2021年1月30日，他與耶魯大學研究生Zion Perry訂婚。
2021年2月6日晚上8點30分左右，蔣凱文離開位於紐黑文東岩附近的佩里公寓後，近距離遭到槍擊，鄰居報告聽到至少七聲槍響，急救人員無法挽回他的生命。謀殺案發生後大約30分鐘，潘勤軒的車被卡在鐵軌上。警察沒有拘留他，並安排了拖車援助。
潘勤軒來自上海，2006年6月來美國讀高中，2009年代表美國在国际数学奥林匹克獲得銀牌，並進入麻省理工學院就讀本科。蔣凱文被槍殺後，潘勤軒被警方認為是主嫌，於2021年2月26日對其發出逮捕令，他一直在逃，三個月後在阿拉巴馬州被捕，引渡回康乃狄克州受審，但他否認有罪。2024年潘勤軒認罪，4月25日在康乃狄克州紐黑文高等法院遭判刑35年，潘勤軒當庭向坐滿旁聽席的蔣凱文親友道歉。